# Национальное управление архивов и документации (США)
Национальное управление архивов и документации, также: Национальные архивы (англ. National Archives and Records Administration (NARA)) — независимое агентство правительства Соединённых Штатов Америки. Создано в 1934 году. В ведении Национальных архивов состоит хранение оригиналов таких основополагающих исторических документов, как Декларация независимости США, Конституция США, Билль о правах, документирование деятельности правительства США, расширение границ общественного доступа к тем документам, которые содержатся в Национальном архиве. NARA официально ответственно за ведение и публикацию юридически достоверных и авторитетных копий актов Конгресса США, президентских обращений и распоряжений, также ведает федеральными нормами.
Главный администратор NARA архивариус Соединённых Штатов, который не только следит за официальной документацией о прохождении поправок к Конституции США законодательными органами штатов, но и имеет полномочия объявлять, когда Конституционный порог для прохождения документа был достигнут, и, следовательно, когда он стал актом поправки. NARA также передаёт голоса выборщиков в конгресс США.

## История
19 июня 1934 года президент США Франклин Д. Рузвельт подписал «Закон о национальных архивах», принятый Конгрессом США, согласно которому была создана Национальная служба архивов и документации (англ. National Archives and Records Service). Важную роль в принятии этого решения сыграла Американская историческая ассоциация, в первую очередь её секретарь AHA Уолдо Леланд и первый редактор журнала American Historical Review Джон Франклин Джеймсон. В октябре 1984 года (решение вступило в силу с 1 апреля 1985 года) национальная архивная служба обрела статус независимого агентства и стала называться Национальное управление архивов и документации.
В 2011 году с целью предоставить общественности более широкий доступ к материалам архивов Национальное управление архивов и документации приняло на постоянную должность штатного википедиста Доминика Макдевитт-Паркса (англ. Dominic McDevitt-Parks), аспиранта бостонского Колледжа Симмонса в области истории и управления архивами, внёсшего существенный вклад в Википедию с 2004 года. Как выразился архивист США Дэвид Фериоу, первоочередной задачей перед Макдевитт-Парксом было поставлено «выпестовать сотрудничество между сообществом Википедии и Национальными архивами к их взаимной выгоде».
18 марта 2025 года в соответствии с распоряжением президента США Дональда Трампа от 17 марта 2025 года, управление архивов начало публикацию рассекреченных материалов по делу об убийстве 35-го президента Соединенных Штатов Джона Кеннеди. Информация доступна на сайте ведомства. 